# Малкочоглу, Салих
Салих Малкочоглу (тур. Salih Malkoçoğlu; род. 23 февраля 2005, Трабзон) — турецкий футболист, полузащитник клуба «Трабзонспор».

## Клубная карьера
Малкочоглу — воспитанник клуба «Трабзонспор». 6 июня 2023 года в матче против «Истанбул Башакшехир» Салих дебютировал в составе клуба. В июле того же года, Малкочоглу подписал свой первый профессиональный контракт, сроком на пять лет.
В сезоне 2023/2024 был капитаном команды до 19 лет, в составе которой стал чемпионом Турции. Летом 2024 года начал тренироваться с основной командой.

## Характеристика игрока
Универсальный игрок с лидерскими качествами, используемый в основном на позиции в центре полузащите, но также может сыграть на позиции правого защитника. Имеет физические и тактические недостатки.